# Acronicta nigrescens
Acronicta nigrescens là một loài bướm đêm trong họ Noctuidae.